# Lac la Cave
Lac la Cave är en sjö i Kanada.   Den ligger på gränsen mellan provinserna Ontario och Québec, i den sydöstra delen av landet, 280 km väster om huvudstaden Ottawa. Lac la Cave ligger 174 meter över havet. Arean är cirka 20 kvadratkilometer. Den är cirka 32 kilometer lång och är en utvidgning av Ottawafloden.